# Clephydroneura bangalorensis
Clephydroneura bangalorensis là một loài ruồi trong họ Asilidae. Clephydroneura bangalorensis được Joseph & Parui miêu tả năm 1997. Loài này phân bố ở miền Ấn Độ - Mã Lai.